# George Borrow
George Henry Borrow (East Dereham, Norfolk, 5. srpnja 1803. – Lowestoft, Suffolk, 26. srpnja 1881.) bio je engleski književnik, putopisac i filolog.
Pisao je romane i putopisne priče na temelju svojih iskustava s putovanja Europom. Na svojim je putovanjima počeo simpatizirati europske Rome, koji su prominentni u njegovim djelima.

## Glavna djela
- The Zincali (1841.)
- The Bible in Spain (1843.)
- Lavengro (1851.)
- The Romany Rye (1857.)
- Wild Wales (1862.)
- Romano Lavo-lil (1874.)